# Boudevilliers
Boudevilliers is een plaats en voormalige gemeente in het Zwitserse kanton Neuchâtel. In 2013 is de gemeente gefuseerd naar de nieuwe gemeente Val-de-Ruz.

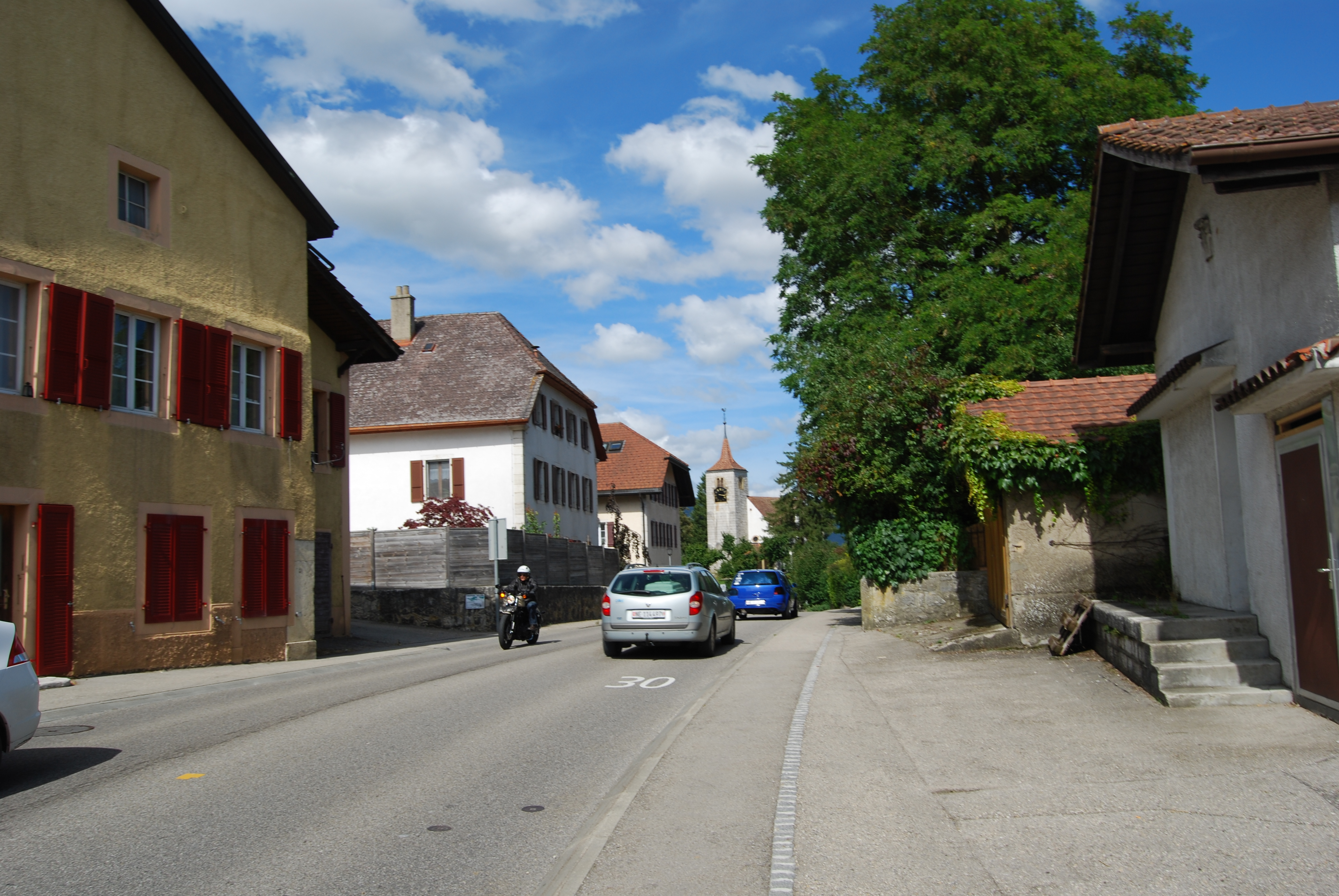
Boudevilliers

Boudevilliers telt 722 inwoners.

## Geboren
- Charly Guyot (1898-1974), literatuurhistoricus, rector van de universiteit van Neuchâtel
- Joel Castro Pereira (1996), voetballer